# Ady An
Ady An Yixuan (cinese tradizionale: 安以軒; cinese semplificato: 安以轩; pinyin: Ān Yí Xuàn; Taipei, 29 settembre 1980) è un'attrice cinematografica e televisiva taiwanese.
Il suo nome di nascita è Wu Wenjing (cinese tradizionale: 吳玟靜).

## Filmografia parziale

### Cinema
- Kong shou dao shao nu zu (空手道少女組, Kung Fu Girls), regia di Alice Wang (2003)
- Fei cheng wu rao 2 (非诚勿扰2, If You Are the One 2), regia di Feng Xiaogang (2010)
- Die xue gu cheng (Death and Glory in Changde), regia di Dong Shen (2010)
- Min Gan Shi Jian (敏感事件, Case Sensitive), regia di Gil Kofman (2011)
- Rhapsody of Marriage (結婚狂想曲), regia di Lang-Tsung Yang (2012)
- Gei ye shou xian hua (给野兽献花, Dedicate flowers for the Beast), regia di Leo Zhang (2012)
- 7 guerrieri (忠烈楊家將), regia di Ronny Yu (2013)
- Kong cheng ji (控制, Control), regia di Kenneth Bi (2013)
- Mistery (秘术), regia di Wu Bing (2014)
- Perfect Imperfection (我是处女座), regia di Chen Bing (2014)
- The Outsiders (斗鱼), regia di Han-Chen Ke (2018)

### Televisione
- Dou Yu (The Outsiders) – serie TV (2004)
- Single Dormitory – serie TV (2004)
- The Outsiders II – serie TV (2004)
- Blazing Courage – serie TV (2004)
- The Legend of Hero – serie TV (2005)
- Che Shen -– serie TV (2006)
- White Robe of Love – serie TV (2006)
- Fox Volant of the Snowy Mountain – serie TV (2006)
- The Great Revival – serie TV (2007)
- Super Mates – serie TV (2007)
- Love Tribulations – serie TV (2009)
- Cowherd and Weaver Girl – serie TV (2009)
- The Heaven Sword and Dragon Saber – serie TV (2009)
- Xia yi zhan, xing fu – serie TV, 21 episodi (2009-2010)
- All Men Are Brothers – serie TV (2011)
- Fight and Love from ancient times to the present with a Terracotta Warrior – serie TV (2011)
- The Emperor's Harem – serie TV (2011)

## Album musicali
- Im a Libra/ I'm (天平座) (2007)